# 高翼
高翼（？—531年），字次同，渤海郡蓨县（今河北省衡水市景县）人，高祐的從父弟，北魏官员。

## 生平
高翼为人豪侠有风度精神，在家乡很受推崇尊敬。孝昌末年，葛荣在燕赵地区反动叛乱，北魏朝廷因为高翼是崤山以东的豪族，就在高翼家中任命他担任渤海郡太守。高翼到渤海郡没多久，葛荣的势力更盛，高翼就统领全郡百姓迁居黄河和济水之间。北魏因此设置东冀州，以高翼担任刺史，加镇东将军，封乐城县侯。永安末年，高翼官至抚军将军、定州刺史。等到尔朱兆杀死魏孝庄帝元子攸，高翼保境自守，对儿子们说：“主忧臣辱，主辱臣死，如今国家危急，人神共愤，破家报国，就是这种时候了。尔朱兄弟个性非常猜忌，一猜忌就会害人，你们应该早做准备。先人有夺人之志，时机是不可以失去的。”普泰元年（531年）二月，尔朱兆派遣监军孙白鹞到冀州，假托调动百姓的马匹，想要等待兄弟送马的时候将他们收捕。高乾等人知道后，与前任河内郡太守封隆之等人合谋，高乾与高昂暗中部署壮士，趁夜偷袭信都城，杀死孙白鹞，俘虏刺史元嶷。高乾等人在葛荣殿为魏孝庄帝举哀，将士都身穿丧服，高乾登上祭坛誓师，誓词激奋昂扬，哀恸哭泣，将士们无不感动激愤。高乾想要推举自己的父亲高翼为盟主，高翼说:“和睦团结同乡，我不如封皮。”高乾于是推举封隆之为大都督，代理冀州刺史，仍然受到刘灵助的指挥调遣。事情没准备好高翼就去世了。中兴初年，朝廷赠予使持节、侍中、太保、录尚书事、冀定瀛相殷幽六州诸军事、冀州刺史，谥号文宣。

## 其他
高翼给儿子高昂找了一个严格的老师，让老师对高昂严加鞭打，高昂不遵老师的教训，专门从事骑马打猎，经常说:“男儿应当横行天下，自取富贵，谁能端坐读书，作老博士呢！”高昂和哥哥高乾常常打劫抢掠，州县不能给他们治罪。高昂又招聚剑客，家资耗尽，同乡人害怕他，谁也不敢违反高昂的意思。高翼说：“这个孩子如果不造成我们家族灭亡，就会振兴我们的家族，绝不只是称雄一州的豪士。”因为高昂仪表雄伟气宇不凡、声音急切嘈杂，高翼就用昂藏敖曹给他取名。高翼的儿子高乾和高昂等人一起抢劫，高翼经常被囚禁在监狱中，只有遇到赦免才能出狱。高翼对人说：“我四个儿子都长了肉眼、天眼、慧眼、佛眼、法眼等五眼，我死之后可有人给我一锹土吗？”高翼死后，高昂大修坟墓，对父亲说：“老爹，你生前害怕死后得不到一锹土，现在被土压着，终于知道体面了吧？”

## 墓地
1973年4月，河北省博物馆、文管处对景县高氏墓群进行了调查，选择三座进行发掘，其中编号景高M5的墓地因出土墓志，确定为高翼之孙高潭的墓地。景县高氏墓群中，葛庄村西五座墓地的三号墓封土比一般墓的大出几倍，综合《北史》中高昂为高翼“大起冢”，河北省文管处据此认为三号墓属于高翼，葛庄村西五座墓地属于高翼祖孙墓葬。

## 家庭

### 曾祖
- 高庆，后燕司空公[10]

### 兄弟
- 高某，东魏卫将军、右光祿大夫、冀州大中正、博陵郡太守高永乐之父
- 高某，北齐征西将军、安州刺史、万年县子高延伯之父

### 夫人
- 中山张氏，北魏中坚将军、射声校尉张元宾的姐妹[11][12]

### 子女
- 高，北魏抚军将军、金紫光禄大夫、司空公、长乐文昭公
- 高慎，西魏侍中、司徒、渤海郡公
- 高昂，东魏平北将军、西南道大都督、侍中、司徒公、永昌忠武王
- 高季式，北齐骠骑大将军、太常卿、都督、乘氏恭穆子
- 高氏，嫁北魏龙骧将军、卷县县令郑熙[10]